# Sexcrimes 2
Pour les articles homonymes, voir Sexcrime.
Série Sexcrimes
Sexcrimes
(1998) Diamants mortels
(2005)
Pour plus de détails, voir Fiche technique et Distribution.
Sexcrimes 2 ou Les Racoleuses 2 au Québec (Wild Things 2) est un film américain réalisé par Jack Perez (en), sorti en 2004.

## Synopsis
Brittney Havers, une jeune lycéenne de dix-sept ans, compte bien hériter des millions de son beau-père fraîchement disparu. Quelle n'est pas sa surprise lorsqu'elle apprend que l'héritage ne lui est finalement pas destiné, mais qu'il ira à Maya, son ennemie de toujours, lycéenne elle aussi, qui se révèle être la fille biologique du papa richissime.

## Fiche technique
- Titre original : Wild Things 2
- Titre français : Sexcrimes 2
- Titre québécois : Les Racoleuses 2
- Réalisation : Jack Perez (en)
- Scénario : Ross Helford et Andy Hurst
- Société de production : G.C.T.H.V
- Pays d'origine :  États-Unis
- Langue originale : anglais
- Format : couleur - 35 mm - 2,35:1 - son Dolby Digital / SDDS
- Genre : Thriller
- Durée : 90 minutes
- Film interdit aux moins de 12 ans lors de sa sortie en France.

## Distribution
- Susan Ward (VF : Caroline Beaune ; VQ : Catherine Bonneau) : Brittney Havers
- Leila Arcieri (VF : Vanina Pradier ; VQ : Pascale Montreuil) : Maya King
- Katie Stuart : Shannon
- Isaiah Washington (VF : Frantz Confiac ; VQ : Jean-Luc Montminy) : Terence Bridge
- Linden Ashby (VF : Luc Boulad ; VQ : Daniel Picard) : l'inspecteur Morrison
- Joe Michael Burke (VF : Bruno Choël) : Julian Haynes
- Faith Salie (VF : Céline Monsarrat) : Lacey
- Anthony John Denison (VF : Gabriel Le Doze) : Niles Dunlap
- Brett Gilbert : Titch
- Chad Gordon : Kip Kiepki
- Dylan Kussman : Irvin Brillman
- Kimberly Atkinson : Teri Breur
- Michael Chieffo : le principal
- Kathy Neff : la mère de Brittney
- Ski Carr : Cicatriz
- Dorit Wolf : la fille qui lit dans le hall

Source et légende : Version française (VF) sur Doublagissimo

## Production

### Tournage
- Le tournage s'est déroulé à Palm Beach.

## Autour du film

### Série de films
- Ce film fait suite à Sexcrimes et suivi de Sexcrimes : Diamants mortels et de Sexcrimes : Partie à 4.